# Ehemalige Bathgate Academy

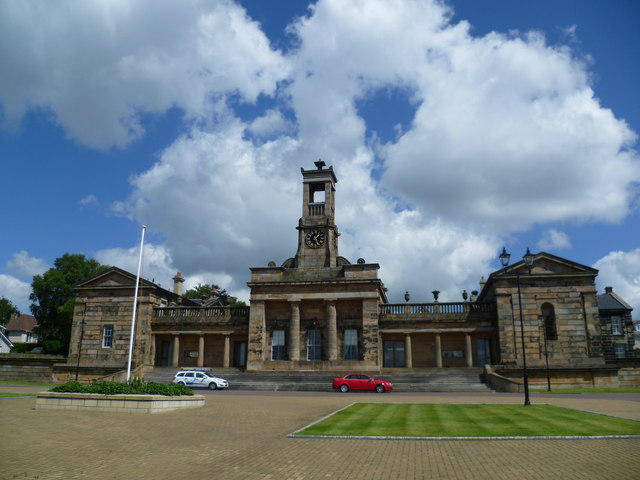
Bathgate Academy

Das ehemalige Gebäude der Bathgate Academy liegt in der schottischen Stadt Bathgate in der Council Area West Lothian. 1971 wurde das Bauwerk in die schottischen Denkmallisten in der höchsten Denkmalkategorie A aufgenommen.

## Geschichte
Der aus Bathgate stammende Geschäftsmann John Newland, der sein Vermögen in Jamaika gemacht hatte, verfügte in seinem 1799 eröffneten Nachlass die Einrichtung der Bathgate Academy. Die Anstalt wurde schließlich zwischen 1831 und 1833 nach einem Entwurf der Edinburgher Architekten R&R Dickson erbaut. Die Schule bot Schüler aus den Ortschaften des Parish eine kostenlose Ausbildung an, während für Auswärtige ein Schulgeld erhoben wurde. Im Jahre 1856 wurden rund 500 Schüler unter anderem in den Sprachen Englisch, Latein, Griechisch, Französisch und Deutsch sowie Musik und Kunst unterrichtet. Im Laufe des 20. Jahrhunderts bezog die Schule, die 1210 Schüler im Jahre 2013 besuchten, einen Neubau.

## Beschreibung
Das Gebäude liegt an der Marjoribanks Street östlich des Zentrums von Bathgate. Es ist im Greek-Revival-Stil mit zwei Anten und Pfeilern gestaltet. Eine sehr breite Vortreppe führt zu dem Eingangsbereich. Mittig ragt ein offener Glockenturm mit Turmuhren auf. Er verdeckt das dahinterliegende schiefergedeckte Walmdach. Flache Gebäude flankieren das Hauptgebäude. Sie sind straßenseitig mit Loggia gestaltet. Eine Balustrade verdeckt die Plattformdächer. Beidseitig schließen sich Pavillons mit Blendpfeilern und Dreiecksgiebeln an. Rückseitig grenzen ähnlich gestaltete Anbauten an die Pavillons an.